# Kolmar Group
Die Kolmar Group AG (bis 2007 Kolmar Petrochemicals AG) mit Sitz in Zug ist ein Schweizer Rohstoffhandelsunternehmen. 
Sie wurde 1997 von Ruth Sandelowsky, der ehemaligen Handelschefin von Phibro, gegründet und war anfänglich auf Erdöl und petrochemische Produkte spezialisiert. Gründungsgesellschafter waren neben der ChemCore AG die Rich + Co Holding GmbH, und der Schweizer Düngemittelkonzern Ameropa. Später dehnte die Kolmar Group ihre Handelstätigkeit auf weitere Rohstoffe aus, insbesondere auf Kraftstoffe, und zählt heute zu den weltweit führenden Händlern von Biokraftstoffen wie Bioethanol und Biodiesel.
Die Kolmar Group verfügt über ein in 25 Ländern aktives Handelsnetzwerk mit mehr als 250 Mitarbeitern und erwirtschaftete 2019 einen Umsatz von 11,48 Milliarden US-Dollar.